# Villar-Saint-Anselme
Villar-Saint-Anselme ist eine französische Gemeinde mit 117 Einwohnern (Stand 1. Januar 2022) im Département Aude in der Region Okzitanien (vor 2016 Languedoc-Roussillon). Sie gehört zum Kanton La Région Limouxine im Arrondissement Limoux.
Die Gemeinde grenzt im Norden an Gardie, im Osten an Villebazy, im Süden an Saint-Polycarpe, im Südwesten an Limoux und im Nordwesten an Pieusse.

## Bevölkerungsentwicklung
| Jahr      | 1962 | 1968 | 1975 | 1982 | 1990 | 1999 | 2008 | 2019 |
| --------- | ---- | ---- | ---- | ---- | ---- | ---- | ---- | ---- |
| Einwohner | 151  | 141  | 120  | 117  | 112  | 94   | 93   | 124  |

## Sehenswürdigkeiten
- Schloss von Villar-Saint-Anselme
- Kirche Saint-Julien-et-Sainte-Basilice

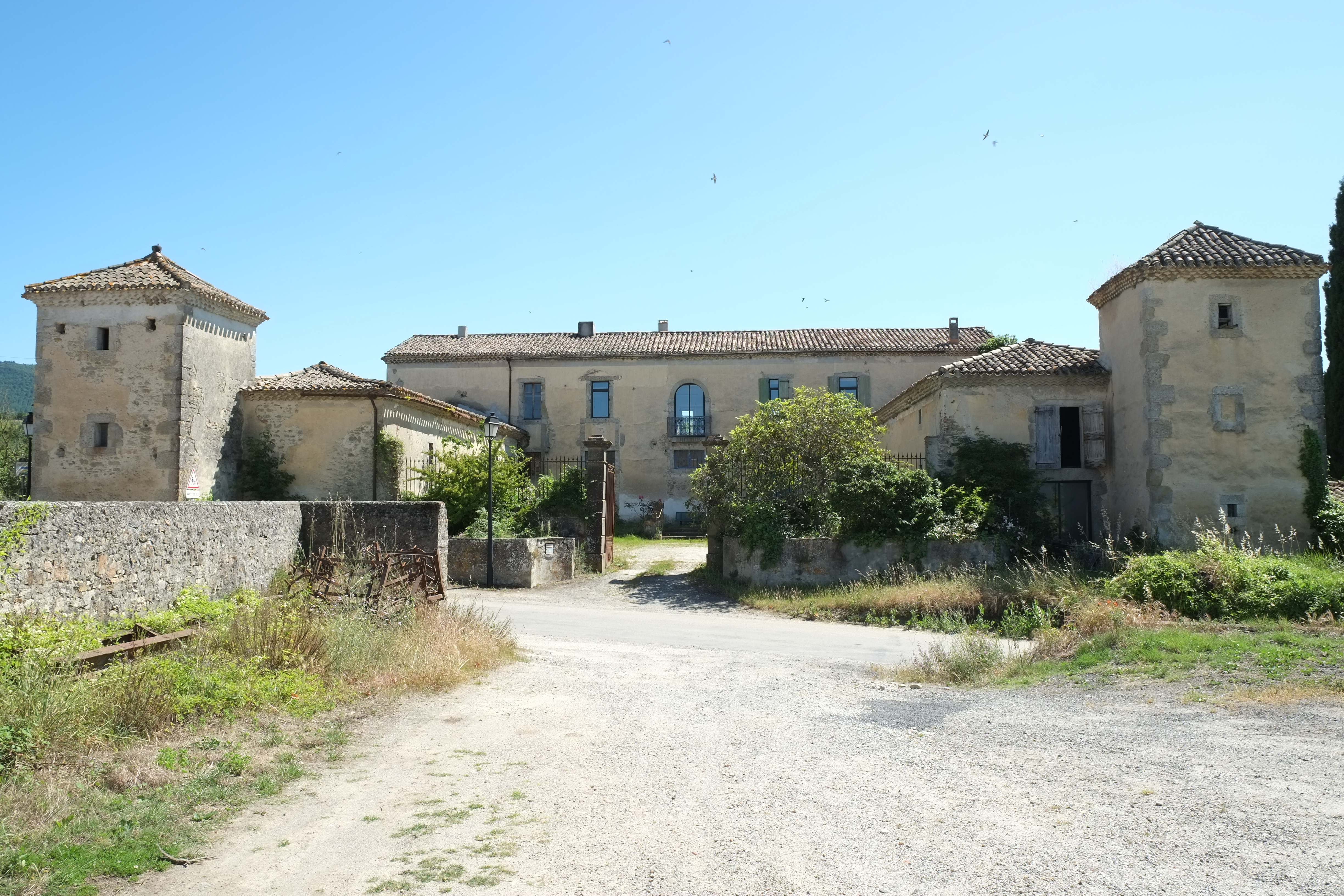
Schloss von Villar-Saint-Anselme
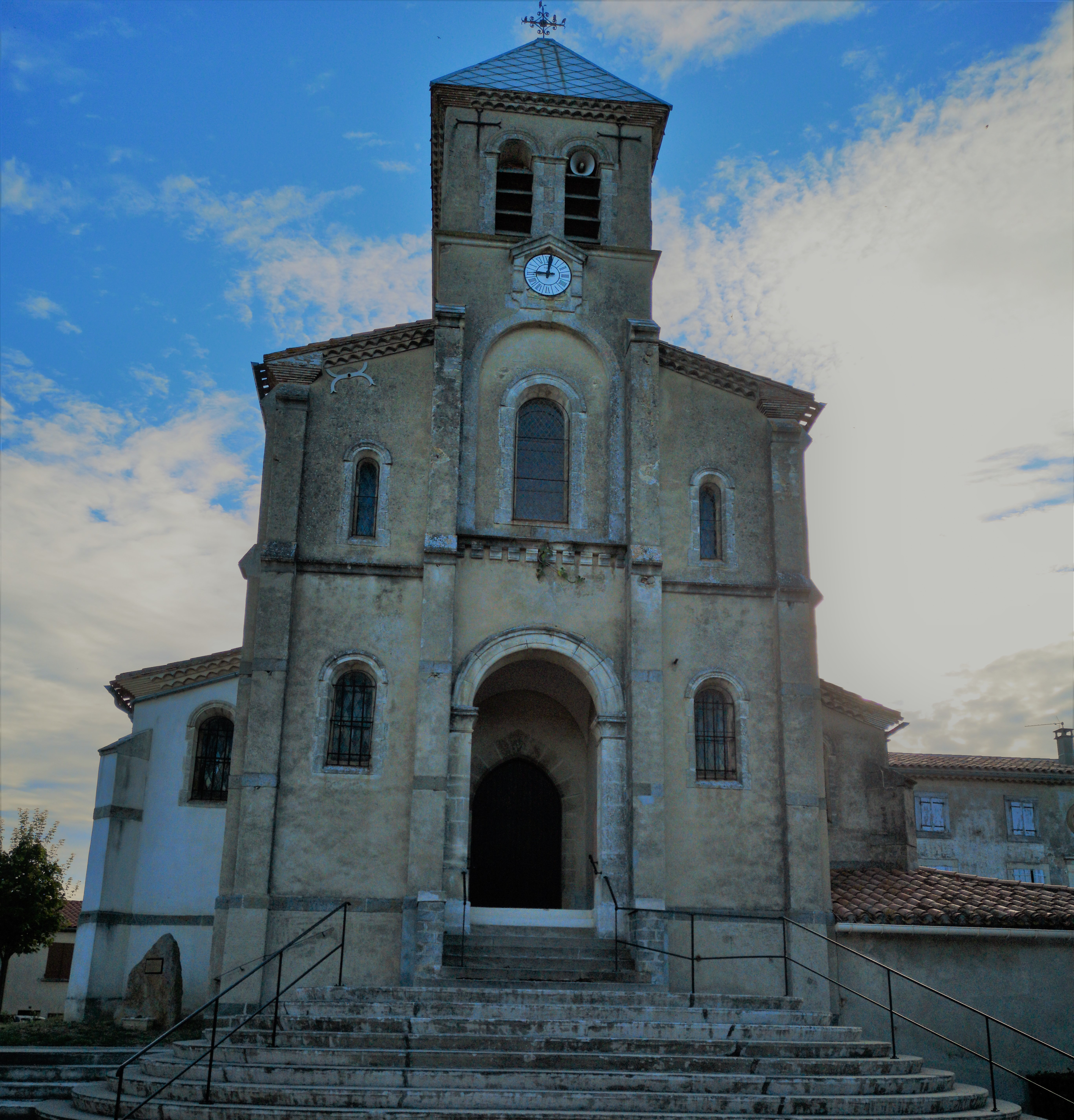
Kirche Saint-Julien-et-Sainte-Basilice

## Wirtschaft
Rebflächen in Villar-Saint-Anselme sind für die Herkunftsbezeichnung des Schaumweins Blanquette de Limoux zugelassen.